# Strangalia takeuchii
Strangalia takeuchii är en skalbaggsart som beskrevs av Masaki Matsushita och Koichi Tamanuki 1935. Strangalia takeuchii ingår i släktet Strangalia och familjen långhorningar. Inga underarter finns listade i Catalogue of Life.